# 布拉托柳比夫卡 (沃茲涅先斯克區)
47°44′33″N 31°56′58″E / 47.74250°N 31.94944°E
布拉托柳比夫卡（烏克蘭語：Братолюбівка），是烏克蘭南部尼古拉耶夫州沃兹涅先斯克区葉拉涅茨市鎮的村落。始建於1805年，面積1.4平方公里，海拔高度113米，2001年人口490，人口密度每平方公里350人。